# Reprezentacja Estonii w piłce nożnej plażowej mężczyzn
Reprezentacja Estonii w piłce nożnej plażowej to oficjalna drużyna reprezentująca Estonię w rozgrywkach piłce nożnej plażowej. Reprezentacja należy do Estońskiego Związku Piłki Nożnej oraz do UEFA.

## Skład
Stan na 28 sierpnia 2016:
| Nr | Poz. | Piłkarz                   |
| -- | ---- | ------------------------- |
| 1  | BR   | Taavi Tamm                |
| 2  | NA   | Ervin Stüf                |
| 3  | OB   | Roman Minlibajev          |
| 5  | OB   | Priit Mäeorg              |
| 6  | NA   | Kristian Marmor (kapitan) |

| Nr | Poz. | Piłkarz         |
| -- | ---- | --------------- |
| 9  | NA   | Rasmus Munskind |
| 10 | OB   | Marko Truusalu  |
| 11 | OB   | Sten Teino      |
| 12 | NA   | Ragnar Rump     |
| 21 | BR   | Marten Rimmel   |

### Znani zawodnicy
- Kristen Viikmäe

## Trenerzy
| Trener         | Lata      |
| -------------- | --------- |
| Fredo Getulio  | 2007–2008 |
| Kert Haavistu  | 2009–2013 |
| Reigo Tõnsberg | 2014      |
| Rando Rand     | 2015-     |

## Występy

### Mistrzostwa Świata
- 1995–2006 – nie brała udziału
- 2008 – nie zakwalifikowała się
- 2009 – nie zakwalifikowała się
- 2011 – nie zakwalifikowała się
- 2013 – nie zakwalifikowała się
- 2015 – nie zakwalifikowała się
- 2017 – nie zakwalifikowała się

### Turniej kwalifikacyjny do mistrzostw świata
- 2008 – 1/8 finału
- 2009 – 1/8 finału
- 2010 – 1/8 finału
- 2012 – faza grupowa
- 2014 – 11. miejsce
- 2016 – 17. miejsce

### Europejska Liga Beach Soccera
- 1998-2007 – nie brała udziału
- 2008 – 7. miejsce w Dywizji B
- 2009-2011 – nie brała udziału
- 2012 – 5. miejsce w Dywizji B
- 2013 – 7. miejsce w Dywizji B
- 2014 – 8. miejsce w Dywizji B
- 2015 – 2. miejsce w Dywizji B
- 2016 – 4. miejsce w Dywizji B